# 2S19 Msta
2S19 Msta (Ruski: Мста, nazvan po rijeci Msta) je samohodna 152 mm haubica dizajnirana u SSSR-u / Rusiji. U službu je ušla 1989. kao nasljednik 2S3 Akatsiya haubice. Vozilo je bazirano na podvozju tenka T-80, ali je pogonjeno dizelovim motorom iz T-72 tenka.